# Коломиец, Марта
Марта Коломиец (укр. Марта Коломиєць; англ. Marta Kolomyyets; 6 апреля 1959, Чикаго — 16 августа 2020, Киев) — американская и украинская журналистка, общественный деятель. Была директором Программы Фулбрайта в Украине, председателем правления Украинского женского фонда, первая американская журналистка, приехавшая в Украину, журналистка издания Ukrainian Weekly (1991—1998), журналистка и сотрудница ряда программ по образованию, реформам местного самоуправления, борьбе с коррупцией и развитию гражданского общества, финансировавшихся Федеральным правительством США. Вместе с мужем, Даниилом Яневским, была продюсером фильма о жизни патриарха Иосифа Слепого.

## Биография

### Ранние годы и образование
Марта Коломиец родилась в 1959 году в семье украинцев в Чикаго (США). Отец Анатолий родом из Полтавщины, мать Любовь родом из Западной Украины. Окончила Среднюю школу Уильяма Г. Тафта в Чикаго, в дальнейшем получала высшее образование в Иллинойском университете в Чикаго, где училась на славистических студиях. Впоследствии получила журналистское образование в Иллинойском университете в Урбана-Шампейн.

### Карьера и общественная деятельность
С 1985 года посещала УССР, где познакомилась с диссидентами. Во время своей второй поездки на Украину в 1987 году брала интервью у Вячеслава Черновола и Михаила Горыня. Эти видео впоследствии были конфискованы, а Марту Коломиец депортировали из УССР обвинив в шпионской деятельности.
В 1991 году Марта переехала в Украину и открыла в Киеве отделение издания Ukrainian Weekly, которое возглавляла до 1998 года. Это старейший украинский англоязычный еженедельник, который издает Украинский народный союз в США. Таким образом, Коломиец стала первой американской журналисткой, приехавшей в Украину. Одновременно работала корреспондентом агентства Associated Press и Newsweek по Украине.
В это время она записывала много свидетельств людей, которые пережили Голодомор 1932—1933 годов. Свидетельства были переданы в Библиотеку Конгресса США и в 2018 году сыграли важную роль в принятии резолюции США о Голодоморе. Кроме того, Марта общалась с украинскими диссидентами, помогала им и тоже записывала их показания.
С 1996 по 1999 гг. — пресс-секретарь Агентства США по международному развитию (USAID), при участии Марты в Украине профинансированы сотни проектов в секторах «гражданское общество», «здравоохранение», «экономическое развитие», «аграрный сектор», «развитие парламентаризма и демократии».
В 1999—2002 годах возглавляла украинскую образовательную программу рыночных реформ, по инициативе и при непосредственном участии Марты в Украине было создано 25 региональных пресс-клубов, большинство из которых работают и сейчас.
В 2004—2007 годах — руководитель Антикоррупционной программы USAID «Партнерство за прозрачное общество». Программа занималась созданием антикоррупционных общественных коалиций в сотрудничестве с профильным комитетом Верховной рады Украины, который возглавлял Владимир Стретович.
С 2006 — член правления украино-американской организации «Приятели детей», оказывающей материальную помощь украинским сиротам и обездоленным детям.
В 2004—2007 годах — руководитель программы «Партнерство общин» Фонда «Украина—США», которая ставила целью развитие местного самоуправления, помогала разрабатывать местные инициативы и устанавливать связи между городами Украины и США (например, Киева и Чикаго).
В 2010—2012 годах работала в Чикаго директором программ и коммуникаций Украинского католического образовательного фонда. Помогала Украинскому католическому университету и входила в комитет «Приятелей УКУ» в США и Украине.
Поддерживала заключённого в России украинского режиссёра Олега Сенцова.
С 2013 года руководила программой академических обменов им. сенатора Фулбрайта, спонсируемой Конгрессом США. В рамках программы более тысячи украинских учёных и студентов получили стипендии для обучения в ведущих вузах США, а более 800 американцев стажировались и учились в Украине.
Марта Коломиец была продюсером фильма (вместе с мужем, Даниилом Яневским) документально-хроникального фильма «Патриарх Иосиф Слепой» о жизни патриарха. Это фильм производства студии «Контакт», режиссер фильма — Александр Фролов. Первый показ состоялся в 2002 году на Первом Национальном телеканале.

### Смерть и похороны
Марта Коломиец скончалась 16 августа 2020 года от острого инфаркта миокарда. Прощание прошло 22 августа 2020 в патриаршем соборе Воскресения Христова УГКЦ (Киев), похоронили журналистку на Байковом кладбище.

## Награды
- Заслуженный журналист Украины (2006);
- Орден «За заслуги» III степени (посмертно)[16].